# Hugo Keenan
Hugo Keenan (* 18. června 1996, Dublin) je ragbista hrající na pozici zadáka za irskou reprezentaci a irský klub Leinster.
Se svým současným klubem vyhrál v roce 2018 Evropský pohár mistrů a v letech 2018 až 2021 soutěž PRO14. V sezóně 2024/25 zvítězil v United Rugby Championship.  
S reprezentací vyhrál Six Nations v roce 2023 a 2024. Zúčastnil se MS 2023. V letech 2017 až 2019 se věnoval sedmičkovému ragby. Zúčastnil se LOH 2024. Zúčastnil se úspěšné kvalifikace sedmičkové reprezentace na LOH 2021. Byl součástí Britských a Irských lvů v roce 2025.